# Antonio Sebastián de Toledo Molina y Salazar
Antonio Sebastián de Toledo Molina y Salazar (Sevilla, 20 de enero de 1622-Madrid, 13 de febrero de 1715), fue un noble, embajador y político español titulado II marqués de Mancera, grande de España XXV virrey de Nueva España en el periodo comprendido entre el 15 de octubre de 1664 y el 20 de noviembre de 1673.

## Origen familiar y primeros años
Antonio Sebastián de Toledo Molina y Salazar, nacido en 1622, fue hijo de Pedro de Toledo y Leiva, VI señor y I marqués de Mancera, gobernador de Galicia y virrey del Perú, y de su segunda esposa María Luisa Molina Salazar y Enríquez de Navarra, IV señora de El Mármol, hija de Luis de Salazar y Molina, II señor de El Mármol, y bisnieta del mariscal Antonio Enríquez de Navarra y Lacarra, II señor de Murillo de las Limas, VI de Vierlas y VII de Ablitas. Sucedió a sus padres en los títulos y mayorazgos familiares y fue II marqués de Mancera, V señor de las Cinco Villas y V señor de El Mármol.
Por la posición de la familia, desde muy joven sirvió en la corte española, donde desempeñó importantes cargos. Más tarde viajó a Nueva España, residiendo allí durante el periodo en el que su padre fue virrey (1639-1650). Obtuvo el nombramiento de caballero y comendador de la Orden de Alcántara, y actuó como diplomático en la República de Venecia (1657-1661) y el Sacro Imperio Romano Germánico (1661-1662).
Contrajo matrimonio en dos ocasiones: la primera el 7 de octubre de 1655 con Leonor María del Carreto, hija de Francesco Antonio del Carretto, marqués di Savona y de Grana, conde de Millesimo, caballero de la Orden del Toisón de Oro y general del Ejército imperial, y de Margareta Fugger von Nordendorf, con quien tuvo a su única hija María Luisa Álvarez de Toledo Carreto, primera marquesa de Melgar de Fernamental. En segundas nupcias contrajo matrimonio en 1676 con Juliana Teresa de Meneses Portocarrero, hija de Pedro Portocarrero de Córdoba y Aragón, VIII conde de Medellín, y de María Brites de Meneses, con quien no tuvo sucesión.

## Carrera diplomática: embajador en Venecia (1657-1661) y Viena (1661-1662)
Gracias a los vínculos de su primera esposa en la corte española -quien había servido como dama de Mariana de Austria y era pariente de Luis de Haro- logró ocupar importantes cargos de representación. El primero de ellos fue la embajada en la República de Venecia, en la que sucedería al afamado diplomático Gaspar de Teves y Tello de Guzmán, I marqués de La Fuente. Una legación que transcurriría en un momento complejo, en el que los venecianos aguardaban la ayuda española en su conflicto contra el imperio otomano por el reino de Candía (1645-1669).
Apenas permaneció en la ciudad de los canales durante cuatro años. Ya en 1660 comenzaba a planearse desde el Consejo de Estado una nueva promoción para el marqués. En un primer momento, se planteó la posibilidad de enviarlo a Francia, destino que nunca llegó a ocupar debido a la negativa del cardenal Mazarino, pues no deseaba la reunión de la marquesa de Mancera y la reina María Teresa de Austria, pues ambas se habían criado juntas en la corte de Madrid, en la que Leonor del Carreto había desempeñado el cargo de menina de la por aquel entonces infanta española.
Finalmente, Antonio Sebastián fue promovido a la corte de Viena, donde apenas permaneció 9 meses. En este caso, los desencuentros relativos al ceremonial estuvieron detrás de la brevedad de su misión diplomática. Más concretamente, la negativa de su esposa a ceder la precedencia a la camarera mayor de la emperatriz a finales de 1661 desembocó en su caída en desgracia en los círculos de poder imperiales, solicitando Leopoldo I su deposición poco tiempo después.

## Virrey de Nueva España (1664-1673)
Recibió el nombramiento como virrey de Nueva España el 30 de diciembre de 1663, cuando aún se encontraba en el cargo Juan Francisco de Leyva y de la Cerda, quien llevó a cabo una serie de irregularidades junto a su mujer e hijos, lo que hizo a la Corona de España destituirle en el cargo antes de lo previsto. Fue nombrado como virrey interino Diego Osorio de Escobar, arzobispo de Puebla de los Ángeles y casi un año después, el 15 de octubre de 1664, Antonio de Toledo hizo su entrada oficial en Ciudad de México, acompañado de su esposa Leonora del Carreto.
Durante su mandato envió recursos a España para financiar la guerra contra los británicos, convirtiéndose en el virrey que más dinero envió a la Península Ibérica. Reorganizó la Armada de Barlovento debido a los saqueos de corsarios ingleses y continuó la reconstrucción de la Catedral de México completando las obras que faltaban por hacer. Consiguió detener la intervención de la curia arzobispal en los asuntos del gobierno del virreinato y frenó los abusos que cometían los funcionarios reales.
Apoyó diversas expediciones para conquistar las tierras de California, aún desconocidas, y le dio 10 000 pesos de su propia fortuna a Diego Luis de San Vitores para acudir a la conquista de las Islas Marianas. Se mostró totalmente contrario con el tráfico de personas y puso todas las trabas posibles para evitar la venta de esclavos durante su mandato. 
A pesar de varias denuncias en su contra, el virrey permaneció en el cargo casi diez años. El 20 de noviembre de 1673 entregó el bastón de mando a su sucesor Pedro Nuño Colón de Portugal, descendiente del almirante Cristóbal Colón. En el camino de vuelta, fallecería su esposa Leonor, en Tepeaca, de camino a Veracruz el 22 de abril de 1674.

## Vinculación al partido de Mariana de Austria
Una vez de vuelta en España, contrajo matrimonio en segundas nupcias con Juliana Teresa de Meneses, hija del conde de Medellín. Desde entonces, permaneció al servicio de la reina Mariana de Austria, ejerciendo como su mayordomo mayor desde el 14 de abril de 1677 y llegando a ser una de sus personas de su máxima confianza. Tal era su fidelidad que fue una de las pocas personas que la acompañó durante su exilio en Toledo, actuando durante este periodo como mediador entre ella y su hijo Carlos II de España.
Por su lealtad inquebrantable, la reina madre solicitó la concesión de la grandeza de España al marqués de Mancera en 1678, que no sería concedida por Carlos II hasta el 17 de febrero de 1687. Dos años más tarde, fue nombrado gentilhombre de cámara en la Casa del Rey y le fue concedida una plaza en el Consejo de Estado. Apoyó el matrimonio del rey con Mariana de Neoburgo y siguió siendo una de las personas más cercanas a Mariana de Austria hasta su muerte en 1696.

## Guerra de sucesión española y muerte
Una vez llegado el momento de la sucesión al trono de España, se mostró partidario primero de la Casa de Austria, optando finalmente por dar su apoyo a Felipe V de España, representante de la Casa de Borbón, quien en recompensa por sus servicios le nombró en 1701 presidente del Consejo de Italia y lo incluyó en 1703 en la Junta de Gobierno del Reino, falleciendo muy anciano en la corte de Madrid en 1715, a la edad de 93 años.
El propio marqués había atribuido su longevidad a las propiedades del chocolate, alimento que al igual que su padre consumía en grandes cantidades desde su estancia en Perú.

## Descendencia
Los dos matrimonios de Antonio Sebastián de Toledo Molina y Salazar no le dieron descendencia masculina por lo que, producido su fallecimiento, los derechos sucesorios al marquesado de Mancera y demás bienes recayeron en el hijo de su hermana paterna, Francisca de Toledo y Osorio, I marquesa de Montalbo desde 1630, quien se había unido en segundo matrimonio con Diego Sarmiento de Acuña y Sotomayor, III conde de Gondomar y caballero de Santiago. De esta forma, el siguiente titular del marquesado fue Pedro Sarmiento y Toledo.
Su hija María Luisa sí conservó hasta su muerte el marquesado de Melgar de Fernamental, que le había sido concedido por Mariana de Austria en 1673 como merced dotal. Título que legaría a su muerte a las hermanas franciscanas del convento de Constantinopla en Madrid, en el que ingresó en 1706 tras el fallecimiento de su esposo, José de Silva y Mendoza, y sus hijos.